# Dimethomorf
Dimethomorf (ISO-naam) is een fungicide dat wordt gebruikt in de land- en tuinbouw. Het behoort tot de stofklasse der morfolines. Dimethomorf werd in 1983 ontwikkeld bij Shell Research waar een aantal kaneelzuurderivaten werden onderzocht op hun effectiviteit tegen schimmels van het geslacht Phytophthora. Het ging later over in handen van BASF.

## Werking
Dimethomorf is een inhibitor van de biosynthese van lipiden en verstoort de vorming van de celwand, wat leidt tot lyse en de dood van de schimmel. Het is een systemisch fungicide dat langs de stengel naar de groeiende bladeren van de plant getransporteerd wordt. 

## Toepassingen
Dimethomorf wordt onder meer gebruikt bij de teelt van druiven ter bestrijding van valse meeldauw (Plasmopora viticola) en bij aardbeien, frambozen en bramen tegen stengelbasisrot (Phytophthora cactorum). Verder wordt het ingezet tegen valse meeldauw (Bremia lactuceae) bij de teelt van sla, spinazie, knolvenkel en dergelijke, en tegen de aardappelziekte (Phytophthora infestans).
Paraat van BASF is een spuitpoeder met 50% dimethomorf. Een aantal andere producten van verschillende leveranciers zijn op de markt met naast dimethomorf nog een tweede fungicide, bijvoorbeeld mancozeb of fluazinam.

## Regelgeving
Dimethomorf is opgenomen in de lijst van gewasbeschermingsmiddelen die zijn toegelaten in de Europese Unie. De geldigheidsperiode loopt tot 30 september 2017.